# Flowering Locus C
Flowering Locus C (FLC) — ген MADS-box, который у поздноцветущих экотипов растения Arabidopsis thaliana отвечает за яровизацию. Ген FLC экспрессируется у молодых саженцев и подавляет их цветение, ингибируя экспрессию белка FT (Flowering Locus T), который и запускает цветение. После выдерживания на холоду, экспрессия FLC снижается пропорционально понижению температуры и цветение становится возможным. Во время яровизации уровень FLC понижается, что частично вызвано действием другого белка VIN3 (Vernalization Insensitive 3). VIN3 появляется в растении только после того, как оно подверглось воздействию низкой температуры, и он постепенно исчезает после возвращения растения в более тёплые условия. После исчезновения VIN3 белки VRN1 (Vernalization1) и VRN2 (Vernalization2) поддерживают низкий уровень FLC. Экспрессия гена FLC регулируется эпигенетическими модификациями и транскрипционным контролем.
На экспрессию FLC оказывают влияние другие гены, например: FLK, FCA и VERNALIZATION2 (VRN2).
Дикие растения Arabidopsis несут разные аллели гена FLC, соответствующие разным экотипам: (a) зацветает быстро и даёт множество поколений за одно лето или (b) цветёт только после яровизации. Такая вариабильность также может быть вызвана разными аллелями гена FRIGIDA (FRI).